# Narirutine
La narirutine est un composé organique de la famille des flavanones, un sous-type de flavonoïdes. C'est plus précisément un hétéroside de flavanone, le 7-O-rutinoside de la naringinine (4',5,7-trihydroxyflavanone).
La narirutine a été isolée (1965) dans le grapefruit (Citrus paradisi), elle est présente dans le fruit jeune de Citrus grandis (« pomélo ») ou le jus de la plupart des agrumes, jus d'orange (de 15 à 85 mg/l),,, jus de lime, jus de mandarine, le citron Meyer, les agrumes japonais sambokan, kabosu, sudachi, yuko, yuzu, hébesu.

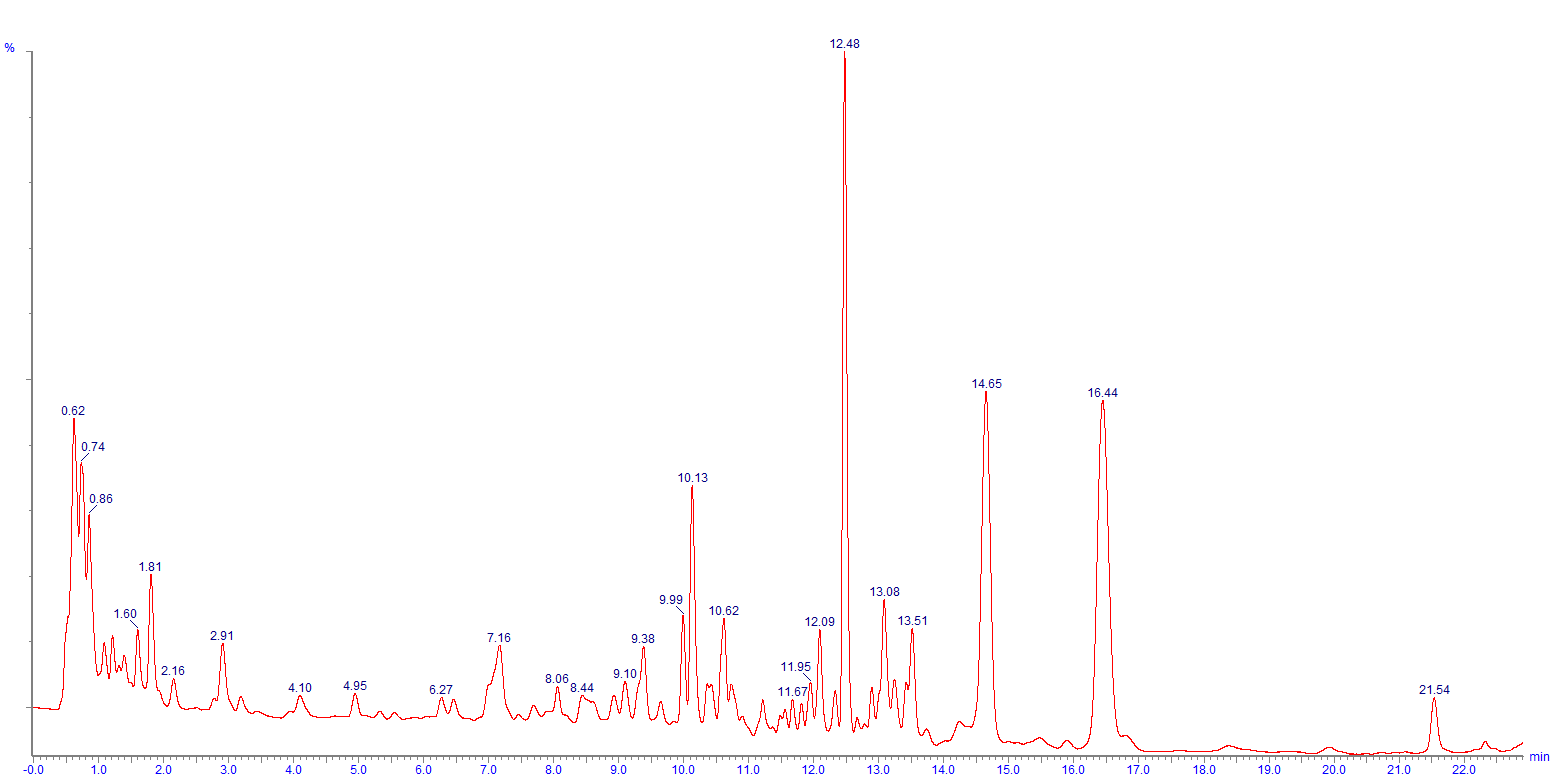
Chromatogramme ultraviolet 280 nm après séparation UHPLC de jus d'orange commercial. La narirutine a un pic à 14,65 min.

## Présence dans les plantes
Dans une publication sur la variation du niveau de flavonoïdes et des limonoïdes des feuilles des cultivars de mandariniers selon les phases de l'alternance biennale des universitaires uruguayens ont mesuré (2022) des niveaux très variables de narirutine les années on ou off chez les mandariniers alternants. Ils ont proposé d'en faire un biomarqueur.

## Potentiel pharmacologique
Elle pourrait posséder de propriétés antiallergiques, anti-inflammatoires, anti-prolifératives et antioxydantes.
Une recherche (2021) in silico sur l'interaction de la narirutine avec huit récepteurs distincts impliqués dans le contrôle et les complications du diabète, et son potentiel d'inhibition de l'alpha-amylase et l'alpha-glucosidase laisse penser qu'elle peut contribuer activement à la gestion du diabète et de ses complications.

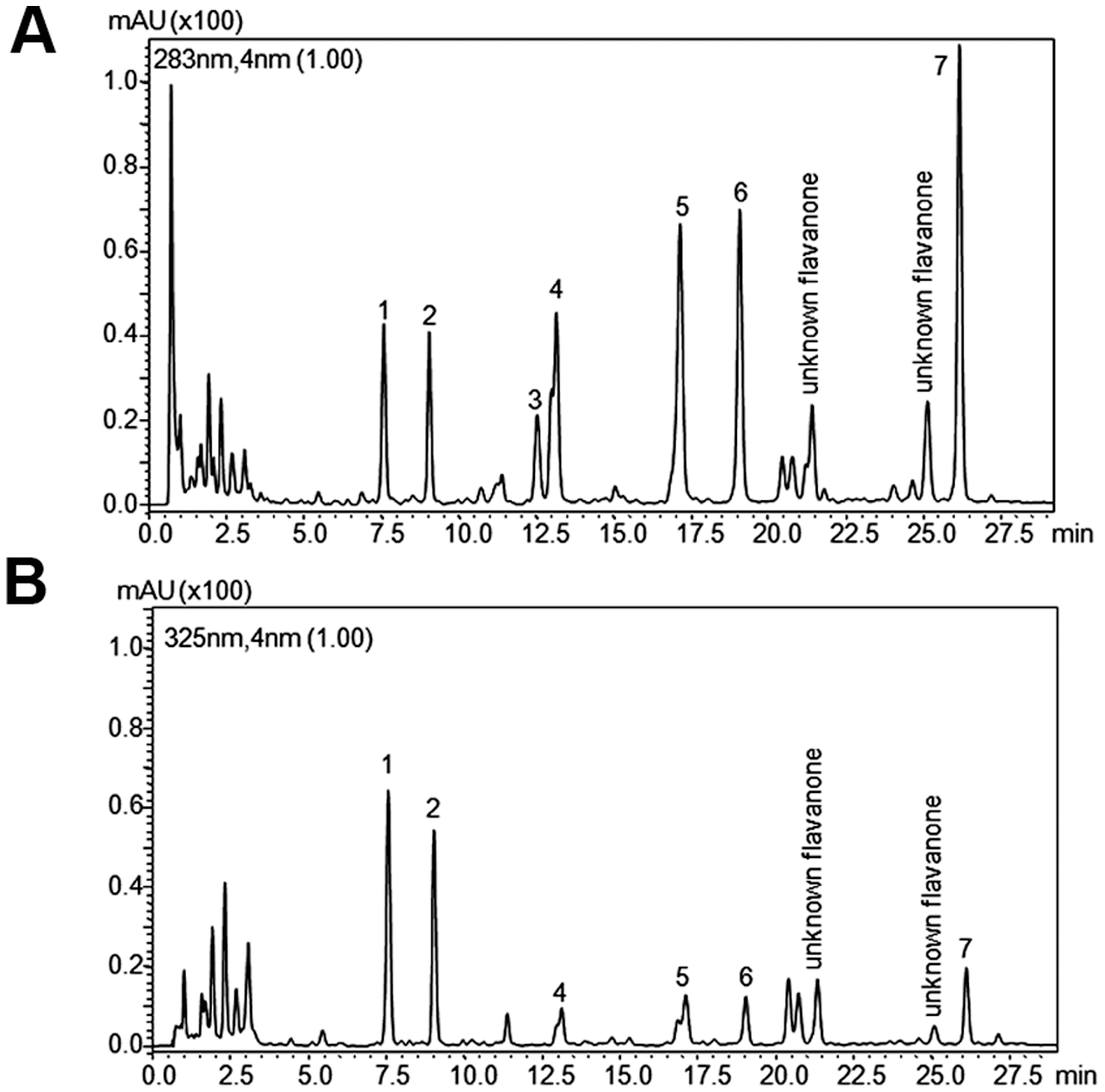
La narirutine est une des 7 flavanones caractéristique du jus de bergamote qui participent à ses effets anti-tumoraux (2013)